# Albinismo en humanos
El albinismo está presente al nacer y se caracteriza por la ausencia total o parcial de pigmento en la piel, el cabello y los ojos. Se asocia con problemas de visión, como disminución de la agudeza visual, sensibilidad a la luz, déficit de visión binocular, errores de refracción y nistagmo. Las personas también son más susceptibles a las quemaduras solares y al cáncer de piel.
El albinismo se debe a mutaciones genéticas que dan como resultado una disminución de la capacidad para producir o distribuir melanina. Al menos 7 mutaciones autosómicas recesivas diferentes pueden provocar albinismo y la condición también está presente como parte de una serie de síndromes, incluidos los síndromes de Hermansky-Pudlak y Chédiak-Higashi. Por lo general, el diagnóstico se basa en un examen y puede estar respaldado por pruebas genéticas.
El tratamiento implica protección solar de por vida, como el uso de ropa protectora, protector solar, anteojos oscuros y evitar la luz ultravioleta. Se recomiendan los testeos por cáncer de piel al menos una vez al año, teniendo en cuenta que los melanomas serán rosados, no oscuros. También se recomiendan exámenes oculares frecuentes. Aproximadamente 1 de cada 20.000 personas se ven afectadas por esta enfermedad. El estigma existe en muchas áreas del mundo. El término proviene del latín albus que significa "blanco".

## Herencia y tipos de albinismo
El albinismo es hereditario, (cromosoma 11) y se transmite de forma autosómica recesiva.

### Albinismo oculocutáneo y albinismo completo
El albinismo oculocutáneo (también llamado tirosinasa-negativo) caracteriza por la hipopigmentación de la piel y el pelo y las características oculares varían encontrándose en todos los tipos de albinismo, nistagmus, reducción de la pigmentación del iris, reducción de la pigmentación retinal, hipoplasia foveal asociada a reducción de la agudeza visual, reducción de la visión estereoscópica. Individuos con OCA1A tienen el pelo blanco, piel clara e iris translúcidos que no oscurecen con la edad. En el momento del nacimiento, los individuos con OCA1B tienen el pelo blanco o amarillo claro que oscurece con la edad, piel blanca que desarrolla al tiempo cierto grado de pigmentación e iris azul que cambia a gris o verdoso con el paso del tiempo. La mayoría de la población subsahariana afectada de albinismo oculocutáneo tipo 2 presenta una deleción en homocigosis de 2,7 kb en el gen OCA2.
El albinismo completo se presenta cuando la carencia de la melanina se percibe en la piel, el cabello y los ojos; y es conocido también como tirosinasa-negativo. Estas personas presentan la piel y el cabello de color blanco y los ojos de un color rosado. Presentan también unas características manchas en forma de luna en los pezones, en pene, zona anal y labios vaginales esto se debe esencialmente a la falta de enzima tirosinasa que es la catalizadora de la reacción que genera eumelanina.
Recientemente, se han identificado genes nuevos que regulan el proceso de maduración del melanosoma y al perder funcionalidad inducen albinismos oculocutáneos (OCA) tales como TYR (OCA1), OCA2, SLC45A2 (OCA4), SLC24A5 (OCA6), LRMDA (OCA7), DCT (OCA8) y GPR143 (OA). También se ha asociado un nuevo gen con el albinismo ocular (OA) descrito como GPR143 (OA). 

## Albinismo por región

### África
Se estima que a nivel mundial, contabilizando todos los tipos de albinismo, aproximadamente uno de cada 17 000 bebés nace albino. En Europa 1/16.000, España 1/15.000, afroamericanos en EU 1/12.000, Francia 1/10.000.
En África la frecuencia de casos aumenta hasta llegar a 1/1.000 en Zimbabue, 1/1.500 en la República Unida de Tanzania o 1/2000 en Malí. La Fundación Salif Keita estima que en Malí (15.8 millones de habitantes en 2014), hay unos 8000 casos.
Muchas culturas africanas, discriminan a los niños nacidos albinos. Tienen creencias tan dispares como que no son de su raza, son semidioses, o son inmortales, o que está poseídos por algún espíritu y que, además, es un mal contagioso. A menudo, hasta la madre, es repudiada por traer al mundo un hijo que no tiene la piel de color como los padres. En el colegio, debido a la visión reducida que ocasiona el albinismo, el abandono de los niños albinos es muy elevado. También tienen más dificultades a la hora de encontrar trabajo por su discapacidad visual.
Por otra parte ser albino en África, a menos que se utilicen o apliquen los medios de protección adecuados, comporta un elevado riesgo de sufrir quemaduras por la exposición al sol que, a menudo, derivan en cáncer de piel. La elevada incidencia de este cáncer, reduce la esperanza media de vida a no más de 30 años.
Aunque la peor suerte que puede correr un niño albino en África deriva de las creencias de brujos y curanderos. Aquellos que escapan del infanticidio al nacer, viven con la amenaza permanente de que sus manos, brazos, piernas, órganos sexuales, cabellos y sangre, pueden ser utilizados como amuletos o para preparar pócimas. Dicen que las extremidades del cuerpo de un albino traen buena suerte, riquezas y felicidad si son llevadas como amuletos.
Según un informe realizado en 2013 por las Naciones Unidas, solo durante 14 años, del 2000 al 2013, se han contabilizado 72 casos de niños albinos asesinados en Tanzania víctimas de rituales de brujería. En este mismo período se han recibido hasta un total de 200 denuncias, por el mismo delito, si se contabilizan 15 países africanos.
El 13 de enero de 2015, el ministro de interior tanzano prohibió la actividad de los brujos, anunciando arrestarlos y llevarlos ante la justicia. Se estima que en Tanzania hay 33.000 albinos y que de los 72 asesinatos cometidos en los últimos 14 años, solo 10 personas han sido condenadas.
Algunos políticos también creen que los amuletos procedentes de albinos les darán suerte en las elecciones. Dado que en octubre de 2015 hay elecciones generales en Tanzania, Salif Keita, a través de la agencia mundial de noticias AFP-TV, ha hecho una llamada a la mayor protección de los albinos en esas fechas.

## Localidades famosas por su elevado albinismo
En la pequeña y aislada localidad montañosa de Aicuña, en el oeste de la provincia argentina de La Rioja, se registra un alto porcentaje de albinismo oculocutáneo, un fenómeno producido por la consanguinidad.
La isla de Puerto Rico es considerada como «La capital mundial del albinismo». De los catorce tipos de albinismo que han sido estudiados en el mundo, se pueden encontrar siete en Puerto Rico, donde 1/2000 habitantes tienen algún tipo de albinismo en la parte norte de la isla. El síndrome de Hermansky-Pudlak es el albinismo de mayor prevalencia en la isla: 1/1800 habitantes tiene HPS. En el área norte de la isla, 1/21 habitantes son portadores del gen, mientras que en el área centro-sur 1/36 lo portan. Considerando la isla entera, se ha calculado que 1/59 habitantes son portadores del gen.

## Día Internacional de Sensibilización sobre el Albinismo
El albinismo se da en todas las razas, etnias, pueblos, regiones y países del planeta. Sin embargo el grado de marginación social y de agresiones hacia los albinos va en consonancia con el contraste del aspecto que presentan los albinos. Los ataques más graves se producen en África subsahariana pues es donde mayor es su diferencia de color en la piel y el cabello. En los grupos humanos de piel blanca, el albino, aunque no sea tan diferente, también suele ser objeto de burlas o insultos.
La Organización de las Naciones Unidas (ONU), era consciente de los peligros que, desde siempre, han acechado a los albinos en todo el mundo. Con el fin de concienciar a la población en general, y de proteger a los albinos y a sus familiares en particular, el 24 de junio de 2013, aprobó una resolución a través de su Consejo de Derechos Humanos. Al año siguiente, el 18 de diciembre de 2014, la Asamblea General adoptó otra resolución para proclamar un día internacional sobre el albinismo.
Finalmente, el 13 de junio de 2015, la ONU celebró el primer Día Internacional de Sensibilización sobre el Albinismo. De la cabecera de su página oficial extraemos el siguiente manifiesto:

En el siglo XXI no son admisibles las supersticiones dañinas ni la discriminación de determinados grupos. Las personas con albinismo merecen el mismo respeto que el resto de seres humanos. Tienen el derecho a una vida libre de discriminación, privaciones y miedos.
Zeid Ra'ad Al Hussein,
Alto Comisionado de las Naciones Unidas para los Derechos Humanos,
13 de junio de 2015

Muchas asociaciones de albinos de todo el mundo y la fundación de Salif Keita, celebraron este día con esperanza. Se había cumplido un viejo sueño del cantante de la Voz de Oro de África.